# Claire Guezengar
Claire Guezengar est une romancière française, née le 31 juillet 1972 à Lesneven (Finistère) et morte le 15 février 2014 à Roscoff (Finistère).

## Biographie
Critique d'art et commissaire d'exposition, elle a travaillé à l'école des beaux-arts de Nantes avant de devenir maître de conférences à l'École nationale supérieure du paysage de Versailles.

Dans son ultime roman, Soins intensifs dandy, elle parle avec une ironie froide de la maladie qui finira par l'emporter, et présente son parcours à l'hôpital comme une école de dandysme où l'on doit se montrer tour à tour nonchalant ou rebelle, mais toujours élégant.

## Œuvres
Claire Guezengar est l'auteur de trois romans parus chez Léo Scheer, dans la collection Laureli :
- Ouestern (2007)
- Sister Sourire (2009), biographie fictionnelle de Sœur Sourire[4]
- Soins intensifs dandy (2012)

Elle a également participé à deux ouvrages collectifs :
- Ralbum (2008)
- Écrivains en série (2009)

Elle a aussi été coréalisatrice, avec Virginie Barré et Florence Paradeis, du film Odette Spirit (2013) présenté notamment par 40mcube (Rennes).